# Апокалипсис (фильм)
«Апокалипсис», более корректный вариант — «Апокалипто» (англ. Apocalypto от греч. ἀποκαλύπτω — открываю, обнаруживаю; разоблачаю) — эпический историко-приключенческий боевик 2006 года, четвёртый полнометражный фильм режиссёра Мела Гибсона, сценарий которого он написал в соавторстве с Фархадом Сафинией. В фильме задействованы местные и мексиканские актёры, в том числе Руди Янгблад, Рауль Трухильо, Майра Сербуло, Далия Эрнандес, Херардо Тарасена, Джонатан Брюэр, Родольфо Паласиос, Бернардо Руис Хуарес, Аммель Родриго Мендоса, Рикардо Диас Мендоса и Исраэль Контрерас. Действие фильма разворачивается на Юкатане примерно в 1517 году. В нём рассказывается о путешествии героя, молодого человека по имени Лапа Ягуара, охотника из Мезоамерики, и его соплеменников, которые были захвачены вторгшимися силами. После опустошения их деревни они отправляются в опасное путешествие в город майя для принесения человеческих жертвоприношений в то время, когда цивилизация майя находится в упадке.
Основные съёмки проходили в Мексике с 21 ноября 2005 по июль 2006 года. Все изображенные в фильме — представители коренного народа майя. Кроме того, все диалоги ведутся на современном языке, приближённом к древнему языку места действия, а для языка коренных юкатекских майя используются субтитры, в которых иногда этот язык упоминается как язык майя.
Прокат фильма был организован компанией Buena Vista Pictures в Северной Америке и Icon Film Distribution в Великобритании и Австралии. Фильм имел кассовый успех, собрав в мировом прокате более 120 миллионов долларов, и получил в целом положительные отзывы: критики высоко оценили режиссуру Гибсона, операторскую работу Дина Семлера и игру актёрского состава, хотя изображение цивилизации майя и исторические неточности подверглись критике.

## Сюжет
1517 год. Полуостров Юкатан. Группа охотников одного из племён лесных майя под предводительством индейца Каменное Небо загоняет в ловушку тапира. Они встречают группу испуганных беженцев, просящих разрешения пройти. Обменявшись дарами, индейцы расходятся. Вождь беженцев говорит, что их земли разорены и они ищут «новую жизнь». Сын Каменного Неба — Лапа Ягуара — хочет узнать подробности, но его отец отзывает его, опасаясь что сын заразится страхом от беженцев. Охотники возвращаются с добычей в деревню.
Ранним утром на деревню нападает группа охотников за людьми. Племя, не готовое к бою, терпит разгром, сопротивление оказывают только единицы. Лапа Ягуара успевает спустить беременную жену Семёрку и малолетнего сына по верёвке в глубокий естественный провал (сенот) и бросается в бой. Лапа Ягуара едва не убивает Среднего Глаза его же ножом, но его пленяет глава нападавших Пустой Волк. Глава не разрешает посрамлённому Среднему Глазу убить Лапу Ягуара, в отместку Средний Глаз убивает Каменное Небо на глазах сына, и дает ему прозвище «Почти». Захватчики разоряют деревню и уводят оставшихся в живых взрослых в плен. По пути они подбирают пленных из племени беженцев, с которыми встречались охотники. Вождь беженцев говорит, что их поведут в «город из камня, где земля истекает кровью». На обратном пути они встречают девочку, последнюю в живых из поселения, погибшего от эпидемии. Девочка просит о помощи, но воины отталкивают её, не давая приблизиться. Она предрекает им смерть и гибель их мира. Пленников приводят в майянский город, где женщин, кроме старух (тещу Тупого Конца отпускают на свободу), продают в рабство, а мужчин уводят дальше.

Кадр из фильма: правители города майя в ожидании солнечного затмения

На пирамиде, вокруг которой собрались толпы городских жителей, жрецы приносят пленников в жертву богу Кукулькану. Жертвам распарывают грудь, вынимая ещё бьющееся сердце, а затем отрубают голову и сбрасывают брызжущее кровью тело по ступеням пирамиды. Когда наступает очередь Лапы Ягуара, начинается солнечное затмение, приводящее жителей в суеверный ужас. Верховный жрец, зная о природе явления, сообщает жителям, что Кукулькан вполне удовлетворён жертвами, и солнце сейчас вернётся. Через несколько минут солнце возвращается, жители приходят в религиозный восторг. Верховный жрец приказывает Пустому Волку избавиться от несостоявшихся жертв.
Лапу Ягуара и его соплеменников приводят на поле, за которым начинаются кукурузные заросли, а за ними джунгли. Средний Глаз приказывает пленникам бежать парами, захватчики мечут в бегущих стрелы, копья и камни. Раненому Лапе Ягуара удаётся убить сына Пустого Волка, добивавшего поверженных беглецов, после чего он скрывается в зарослях. Пустой Волк и восемь воинов бросаются за ним в погоню. Преследователи погибают один за другим (а один из них убит за трусость), в том числе от зубов ягуара-меланиста, и суеверные воины начинают верить в предсказание больной девочки. Добравшись до родного леса, Лапа Ягуара вспоминает назидание отца о страхе и убивает ещё двоих воинов. Тем временем тропический ливень постепенно затапливает яму, в которой скрываются его жена и сын. У Семёрки происходят роды, и на свет появляется новый малыш. Возникает опасность гибели всей семьи, которую способен спасти только знающий об укрытии отец.
Между тем, погоня за Лапой Ягуара продолжается. Предводитель преследователей повторно ранит его из лука, но сам попадает в ловушку на тапира и погибает. Двое оставшихся в живых преследователей настигают Лапу Ягуара на берегу моря. Однако измождённый охотник и его преследователи, потрясённые увиденным, напрочь забывают друг о друге. Перед ними эскадра испанских кораблей с крестами на парусах, к берегу направляются шлюпки экспедиции конкистадора Эрнандеса де Кордобы со  священниками и солдатами. Преследователи идут им навстречу, а Лапа Ягуара возвращается в родную деревню, где освобождает из ямы свою жену и детей. Он уводит семью в джунгли, чтобы «найти новую жизнь».

## В ролях
| Актёр                 | Роль              |
| --------------------- | ----------------- |
| Руди Янгблад          | Лапа Ягуара       |
| Далия Эрнандес        | Семёрка           |
| Джонатан Брюэр        | Тупой Конец       |
| Моррис Бёрдйеллоухэд  | Каменное Небо     |
| Карлос Эмилио Баэс    | Бегущая Черепаха  |
| Рамирес Амилькар      | Завитой Нос       |
| Исраэль Контрерас     | Лягушка Тумана    |
| Исраэль Риос          | Лист Какао        |
| Мария Исабель Диас    | Тёща              |
| Эспиридион Акоста Кэш | старик-рассказчик |
| Майра Сербуло         | молодая женщина   |
| Иасуа Лариос          | Небесный Цветок   |
| Рауль Трухильо        | Пустой Волк       |

| Актёр                  | Роль              |
| ---------------------- | ----------------- |
| Херардо Тарасена       | Средний Глаз      |
| Родольфо Паласиос      | Змеиные Чернила   |
| Ариэль Гальван         | Висячий Мох       |
| Бернардо Руис          | Четыре Пьяницы    |
| Рикардо Диас-Мендоса   | Острый Камень     |
| Ричард Кан             | Десять Пекари     |
| Карлос Рамос           | Челюсть Обезьяны  |
| Аммель Родриго Мендоса | Клюв Сарыча       |
| Марко Антонио Аргета   | Говорящий Ветер   |
| Акетцали Гарсия        | мальчик-пророк    |
| Мария Исидра Оиль      | девочка-пророк    |
| Абел Вулрич            | смеющийся человек |
| Фернандо Эрнандес      | верховный жрец    |
| Рафаэль Велес          | правитель майя    |
| Диана Ботельо          | жена правителя    |

## Съёмочная группа
- Авторы сценария: Мел Гибсон, Фархад Сафиния
- Режиссёр: Мел Гибсон
- Оператор: Дин Семлер
- Художник-постановщик: Томас Э. Сандерс
- Композитор: Джеймс Хорнер
- Монтаж: Джон Райт
- Продюсеры: Вики Кристиансон, Брюс Дэйви, Нед Дауд, Мел Гибсон, Фархад Сафиния

## Производство фильма

### Сюжет
Общий мотив погони, возможно, заимствован из фильма 1966 года «Голая добыча» режиссёра Корнела Уайлда, в котором разгневанные оскорблением вождя охотники африканского племени дают шанс спастись одному из приехавших на сафари. Также отмечают вероятное цитирование некоторых сцен «Голой добычи» и вестерна «Убегая от стрелы» 1957 года.
Сценарист и сопродюсер фильма Фархад Сафиния впервые повстречался с Мелом Гибсоном, работая в качестве помощника режиссёра на съёмках фильма «Страсти Христовы». Гибсон и Сафиния нашли время, чтобы побеседовать о «их общей любви к фильмам и о том, что волнует их при работе над фильмами».

Мы начали обсуждать то, что будет нашей следующей работой и специально уделили немало времени жанру фильма-погони. Из этих бесед возник скелет фильма «Апокалипсис». Мы хотели придать этому жанру новую форму, но не посредством новых технологий или механизмов, но обнажением до наиболее напряжённой формы, где человек убегает от гибели и, в то же время, возвращается назад, чтобы сделать нечто важное для себя.
Оригинальный текст (англ.)"We started to talk about what to do next, but we specifically spent a lot of time on the action-chase genre of filmmaking. Those conversations essentially grew into the skeleton of ('Apocalypto'). We wanted to update the chase genre by, in fact, not updating it with technology or machinery but stripping it down to its most intense form, which is a man running for his life, and at the same time getting back to something that matters to him." 
— 
Гибсон заявил, что они хотели «встряхнуть застоявшийся жанр приключенческого боевика», где господствуют компьютерные технологии, обычные истории и мелкие роли, и создать погоню, «похожую на автомобильную гонку, где нужно только поворачивать переключатели».
Гибсона и Сафинию интересовали изображения и исследования древней культуры, существовавшей до пришествия европейцев. Они рассматривали культуры ацтеков и майя, но в итоге остановились на майя ввиду её высокой утончённости и последующего упадка.

Майя были намного более интересны для нас. Вы можете выбрать цивилизацию по её кровожадности или вы можете показать цивилизацию майя настолько утончённую с её огромными знаниями в области медицины, науки, археологии и техники, …но также суметь показать владеющие ей грубые подводные течения и жестокость религиозных обрядов, которые они практиковали. Это намного более интересный мир для изучения: что с ними случилось и почему.
Оригинальный текст (англ.)"The Mayas were far more interesting to us. You can choose a civilization that is bloodthirsty, or you can show the Maya civilization that was so sophisticated with an immense knowledge of medicine, science, archaeology and engineering ... but also be able to illuminate the brutal undercurrent and ritual savagery that they practiced. It was a far more interesting world to explore why and what happened to them." 
— 
Гибсон и Сафиния изучали древнюю историю майя, читая мифы о создании и гибели цивилизации майя, штудировали священные тексты, такие как Пополь-Вух. В аудиокомментариях по поводу первого выпуска фильма на DVD Сафиния заявляет, что основой рассказа старого шамана (роль которого исполнил Эспиридион Акоста Каче, являющийся сказочником индейцев майя) послужила подлинная месоамериканская история, переведённая на современный юкатекский язык молодым профессором майя Иларио Чи Канулом, который принимал участие при постановке диалогов на съёмках фильма. При разработке сценария Сафиния и Гибсон совершали поездки в Гватемалу, Коста-Рику и на полуостров Юкатан, чтобы найти места съёмок фильма и посетить руины майя.
Стремясь к исторической достоверности, создатели фильма пригласили в качестве консультанта Ричарда Д. Хансена, специалиста по майя, доцента археологии университета штата Айдахо и руководителя проекта Mirador Basin по сохранению большого участка дождевого гватемальского леса и руин майя, которые находятся на его территории. Гибсон сказал так об участии Хансена: «Ричард заразил нас своим энтузиазмом. Он сумел убедить и успокоить нас, что в написанном нами наряду с воображением присутствовала и некоторая достоверность».
Несмотря на предположения авторов, что им удалось достичь исторической достоверности, другие исследователи месоамериканской истории указывают на многочисленные искажения.
Гибсона также интересует включение малоизвестных языков при создании фильмов: он уже использовал арамейский, латынь и иврит в ходе съёмок фильма «Страсти Христовы». Диалоги фильма «Апокалипсис» построены полностью на юкатекском языке. Гибсон объясняет: «Я думаю, когда аудитория слышит различные языки, то полностью уходит из собственной реальности и погружается в мир, показанный в фильме. И, что более важно, это также делает акцент на кинематографических визуальных эффектах, которые являются видом универсального языка сердца».

### Кастинг
Для съёмок фильма Мел Гибсон пригласил актёров из Мехико и Юкатана или потомков индейских народов Канады и США. Для режиссёра было важным, что «эти персонажи были абсолютно похожи на месоамериканцев доколумбовой эпохи. Некоторые из самых юных или старейших членов съёмочной команды были индейцами майя, которые не владели другими языками, кроме юкатекского, и никогда прежде не видели высотных зданий».
Гибсон объясняет, что хотел видеть неизвестных актёров, поскольку они могли сыграть определённых мифических персонажей и у аудитории не возникло бы ассоциаций с прежде сыгранными их ролями. «Условия съёмки предоставляли широкий выбор. Вы можете пойти против типа или согласно типу. В данном случае я предпочёл провести отбор актёров, соответствовавших прототипам ввиду наличия диалекта и неустановленного исторического периода, в который происходило действие фильма». В дополнение к ведущим актёрам некоторые сцены потребовали участия, по меньшей мере 700 статистов.

### Костюмы и грим
В съёмочную команду входила большая группа гримеров и костюмеров; они работали для того, чтобы придать большому числу исполнителей образ майя. Гримеры под руководством Альдо Синьоретти ежедневно накладывали аппликации, изображавшие татуировки, шрамы и туннели в мочках ушей всем актёрам, появлявшимся на экране. Согласно консультанту Ричарду Д. Харрису: «Я проводил час за часом, изучая керамику и рисунки в поисках изображений татуировок. Были исследованы все шрамирования и татуировки, инкрустированные нефритом зубы, предметы, вставленные в уши. Небольшой прут, продетый через уши и носовую перегородку, был полностью артистическим новшеством. Пример внимания, уделяемого деталям: изображение татуировки (горизонтальная полоса с двумя точками над ней) на Семёрке, жене Лапы Ягуара, представляет собой символьное обозначение, используемое майя для цифры семь».
Для исследования оружия майя и создания его образцов был нанят английский бронник и оружейник Симон Атертон, работавший с Гибсоном на съёмках фильма «Храброе сердце». Гибсон снял Атертона в роли францисканского монаха, держащего крест, в одной из финальных сцен фильма.

### Сценография
Мел Гибсон желал, чтобы фильм «Апокалипсис» был снят на фоне настоящих зданий и не хотел полагаться на изображения, созданные компьютерной графикой. Большинство ступенчатых пирамид в городе майя были моделями, построенными Томасом Е. Сандерсом, который так объясняет свой подход: «Мы хотели показать мир майя, но не посредством документального фильма. Мы хотели добиться наибольшего зрительного эффекта. Как и в „Храбром сердце“ вы идёте по границе истории и кинематографа. Мы сделали прекрасный фильм».
Хотя многие архитектурные детали города майя корректны, они являются смесью, взятой из различных областей и эпох. Фархад Сафиния заявил, что это было сделано из эстетических соображений. Хотя действие фильма происходит в постклассическую эпоху цивилизации майя, центральная пирамида взята из классического периода, закончившегося в 900 г от Рождества Христова. Более того, храмы построены по образцу храмов Тикаля в классическом стиле центральных долин и в то же время украшены в пуукском архитектурном стиле северо-западного района Юкатана, утвердившегося спустя столетия. Ричард Хансен комментирует: «В постклассическом периоде не было ничего, что могло бы сравниться с величием пирамид, показанных в фильме. Но Гибсон … пытался показать богатство, сокровища, потребление ресурсов» . Изображения на фресках на пути героев взяты из кодексов майя, руин Бонампака (фресок сделанных за 700 лет до создания фильма) и руин Сан-Бартоло (за 1500 лет до съёмок фильма).

### Съёмки
Гибсон снимал фильм в основном в муниципалитетах Катемако, Сан-Андрес Тустла и Пасо де Овехас мексиканского штата Веракрус. Водопад, показанный в фильме — это настоящий водопад, называемый Salto de Eyipantla в Сан-Андрес Тустла. Другие съёмки проводились в департаменте Эль-Петен (Гватемала) силами дублирующих команд. Выпуск фильма был намечен на 4 августа 2006 года, но компания Touchstone Pictures отложила дату выпуска до 8 декабря 2006 года ввиду сильных дождей и двух ураганов, помешавших съёмкам фильма в Мексике. Основные съёмки были закончены в июле 2006 года.
Фильм был снят на цифровое видео с высоким разрешением, использовались камеры Panavision Genesis. Гибсон и кинематографист Дин Симлер использовали систему камер Spydercam, позволяющую снимать с высоты; это оборудование было использовано в сцене прыжка Лапы Ягуара в водопад.

Мы установили камеру Spydercam на вершине 46-метрового водопада, с видом через плечо актёра, а затем опустили камеру через край — буквально в водопад. Я думал, мы будем снимать на плёнку, но мы установили Genesis [камеру] под лёгким водяным колоколом. Температура воды и водяной пыли была 100 градусов на вершине и 60 в глубине. Мы отсняли две пятидесятиминутные кассеты без проблем — хотя один раз в колокол попала вода и затуманила объектив.
Оригинальный текст (англ.)"We had a Spydercam shot from the top of [the] 150-foot (46 m) waterfall, looking over an actor's shoulder and then plunging over the edge – literally in the waterfall. I thought we'd be doing it on film, but we put the Genesis [camera] up there in a light-weight water housing. The temperatures were beyond 100 degrees at [the] top, and about 60 degrees at the bottom, with the water and the mist. We shot two fifty-minute tapes without any problems – though we [did get] water in there once and fogged up." 
— 
В фильме было показано множество животных, включая центральноамериканского тапира и чёрную пантеру. В сценах, где животным наносятся ранения, использовалась аниматроника или куклы.

### Саундтрек
Саундтрек для «Апокалипто» был написан композитором Джеймсом Хорнером, это его третья работа вместе с Мелом Гибсоном. В саундтреке мало традиционной оркестровой партитуры; вместо неё включён большой массив экзотических инструментов и вокала пакистанского певца Рахата Фатеха Али Хана.

## Прокат и маркетинг
В то время как Мел Гибсон профинансировал съёмки фильма через свою компанию Icon Productions, компания Disney подписала контракт на прокат фильма на нескольких рынках. Привлечение внимания общественности к фильму началось с декабря 2005 года после выпуска короткого трейлера, ещё до начала главных съёмок и до выбора Руди Янгблада на роль Лапы Ягуара. В качестве шутки Гибсон снялся на одном из кадров в образе бородатого режиссёра в клетчатой рубашке с сигаретой в зубах на фоне группы покрытых пылью майя. Бритый наголо Гибсон также снялся во фрагменте введения церемонии присуждения медалей Оскар в 2006 году, снятом на языке майя, где он отказывается провести церемонию. 23 сентября 2006 года недоснятый фильм был показан двум аудиториям, состоящим из коренных американцев в Riverwind Casino (принадлежащего народу чикасоу) городка Голдсби (штат Оклахома) и в университете Кэмерона, города Лотон (Оклахома). 24 сентября Гибсон провёл предварительный показ фильма в Остине (Техас) вместе с исполнителем главной роли Руди Янгбладом. Гибсон показал фильм и в Лос-Анджелесе для членов общины майя, где также принял участие в собрании Q&A Latin Business Association. В связи с восторженными откликами зрителей Disney решила провести показ фильма на более чем 2500 киноэкранах.

## Тема фильма
По словам Мела Гибсона, выбор эпохи майя для «Апокалипсиса» является «всего лишь фоном» для более общей истории изучения «цивилизаций и того, что их определяет». Фоном событий фильма является упадок цивилизации майя,который создатели фильма изучали перед написанием сценария, хотя в фильме это и не выражается прямо. 
Согласно археологу Майклу Д. Кою «Цивилизация майя в центральной области достигла своего полного блеска в начале восьмого столетия, но при этом уже несла семена собственной гибели — через полтора столетия все её могущественные города были охвачены упадком и в итоге жители покинули их. Это была, несомненно, одна из наиболее глубоких социальных и демографических катастроф во всей человеческой истории». 
В качестве одной из ведущих причин упадка великой империи Кой называет «упадок окружающей среды» наряду с «междоусобными войнами», «перенаселением» и «засухой». «Появляется всё больше доказательств обширной вырубки лесов и эрозии, охватившей центральную область. Апокалипсис майя, несомненно, имел экологические причины». В ходе фильма демонстрируются сцены разъедающей коррупции. Высший класс майя, показанный в фильме, предаётся чрезмерному потреблению, их огромное богатство контрастирует с чрезмерной беднотой, болезнями и рабством. Деградация окружающей среды показана как результат эксплуатации природных ресурсов, таких как чрезмерная добыча и возделывание земель, так и обращением с людьми: семьи и целые племена захватываются и продаются в рабство. В фильме показаны рабы, собирающие известь для производства стукко (особый вид штукатурки), покрывающей храмы, некоторые историки рассматривают эти действия как главный фактор упадка майя. Согласно одному из вычислений, для производства тонны негашёной извести требуется пять тонн древесины. Исторический консультант фильма Ричард Д. Хансен объясняет «В Эль-Мирадоре я обнаружил, что для покрытия стукко одной из пирамид нужно вырубить 650 гектаров (1.600 акров) леса… Эта эпическая постройка производит опустошение в огромных масштабах».
Создатели фильма хотели показать актуальность упадка цивилизации майя для современного общества. «Проблемы, с которыми столкнулись майя, необычайно схожи с проблемами, стоящими сегодня перед нашей цивилизацией» — заявил соавтор Сафиния в ходе производства фильма, — «особенно с деградацией природной среды в широких масштабах, чрезмерным потреблением и политической коррупцией». Сам Гибсон заявил, что фильм является попыткой показать параллели между великой павшей империей прошлого и великими империями настоящего: «Люди думают, что современный человек настолько просвещён, но мы уязвимы для тех же факторов и мы способны на такой же героизм и превосходство». Фильм выступает как средство культурной критики — по словам Хансена, «общественного заявления», — давая понять, что никогда не поздно подвергнуть сомнению наши собственные предположения о морали.
Однако Гибсон также заявил, что хотел, чтобы фильм в целом был скорее оптимистическим, чем негативным. Гибсон определил название фильма как «новое начало или откровение, открытие». Он сказал: «Всё имеет начало и конец; так происходит со всеми цивилизациями». Греческое слово (ἀποκαλύπτω, apokaluptō) на деле имеет значения «Я открываю», «обнаруживаю» или «показываю». Гибсон также заметил, что темой фильма является изучение первичных страхов.

## Критика
Фильм был выпущен в США 8 декабря 2006 года и получил в целом положительные отзывы от ведущих кинокритиков. В телешоу Ebert & Roeper Ричард Ропер и приглашённый критик Аиша Тайлер дали фильму рейтинг «два больших поднятых пальца». Майкл Медвед дал фильму четыре звезды (из четырёх), назвав фильм «фильмом-погоней, наполненным адреналином».
Картина вызвала критику со стороны ряда учёных-майянистов и археологов, считающих, что общество майя представлено режиссёром как исключительно жестокое. Помимо прочего, критики выражали мнение, что древние майя изображены «кровожадными дикарями», при этом не было уделено должное внимание их достижениям в области математики и астрономии. Кроме того, некоторыми историками и представителями индейских общин были высказаны обвинения в искажении исторических фактов и расизме. По мнению российского майяниста Д. Беляева, изображение цивилизации майя в фильме далеко от исторической точности, отличается небрежностью и эклектичностью, многие детали недостоверны.
Представители индейских общин майя подали жалобу в комиссию по правам человека мексиканского штата Юкатан. По их мнению, картина является «дискриминационной и очерняющей историю и культуру майя». Как указывается в жалобе со ссылками на исторические труды, человеческие жертвоприношения были очень редки у майя и практиковались в эпизодических случаях. В жалобе также выражается недовольство тем, что испанские конкистадоры представлены как спасители: «именно эти „носители порядка“ огнём и мечом уничтожали храмы и хранилища рукописей, разрушали города, бросали в пламя костров всех несогласных принимать христианство и превратили свободный народ в рабов». Индейские вожди также считают, что в фильме неверно показаны исторические детали: «Режиссёру следовало бы знать, что майя никогда не прокалывали ни носов, ни губ, ни щёк для украшения себя золотыми стержнями, деревом или серебряной проволокой». Несмотря на протесты старейшин, «Апокалипсис» вышел в мексиканском прокате.
На сайте Rotten Tomatoes положительными оказались 64 % рецензий кинокритиков. На Metacritic средний рейтинг фильма составляет 68 баллов из 100 на основе 37 обзоров.

## Награды

### Номинации
- Оскар (2007 год):
  - Лучший звук
  - Лучший монтаж звука
  - Лучший грим
- Золотой глобус (2007 год):
  - Лучший фильм на иностранном языке
- BAFTA (2007)
  - Лучший фильм на иностранном языке